# Deus, pátria e família

"Deus, Pátria e Família: A trilogia da Educação Nacional", parte da série A Lição de Salazar, distribuída nas escolas portuguesas durante o Estado Novo.

Deus, pátria e família é um lema que reflete os valores tradicionais de determinados movimentos políticos/sociais conservadores de expressão cristã.
Tal lema, assim como os ideais dos movimentos que o propagam, não é respaldado pelo magistério oficial da Igreja Católica. O Papa Bento XVI, por exemplo, lembrou em 2011 uma mensagem do Papa João Paulo II pelo Dia Mundial dos Migrantes, no qual o ideal de "uma só família humana" aparece acima do conceito de patriotismo. Para ambos os papas, o bem comum universal "abrange toda a família dos povos, acima de todo o egoísmo nacionalista".

## Em Portugal
Em Portugal, definiu o ideário do Estado Novo a partir da década de 1920, período no qual o país viveu sob um regime político ditatorial, autoritário, autocrata e corporativista de Estado que vigorou por mais de 4 décadas. Constituía a chamada "Trilogia de Salazar", com raízes num curto discurso de 50 palavras proferido pelo futuro Chefe do Conselho em 1926. Foi usado, nesse sentido, como lema do Movimento Português Feminino.
O lema foi a inspiração da exposição intitulada "Adeus Pátria e Família", realizada no Museu do Aljube, celebrando os primeiros 40 anos da descriminalização da homossexualidade em Portugal, como reconhecimento do caminho de resistência percorrido até à conquista de direitos LGBT+.

## No Brasil

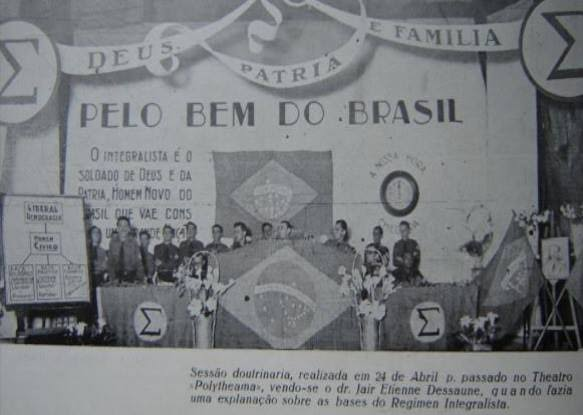
Sessão doutrinária realizada no Brasil pela Ação Integralista na década de 1930. Na imagem, ao fundo, lê-se "Deus, pátria e família".

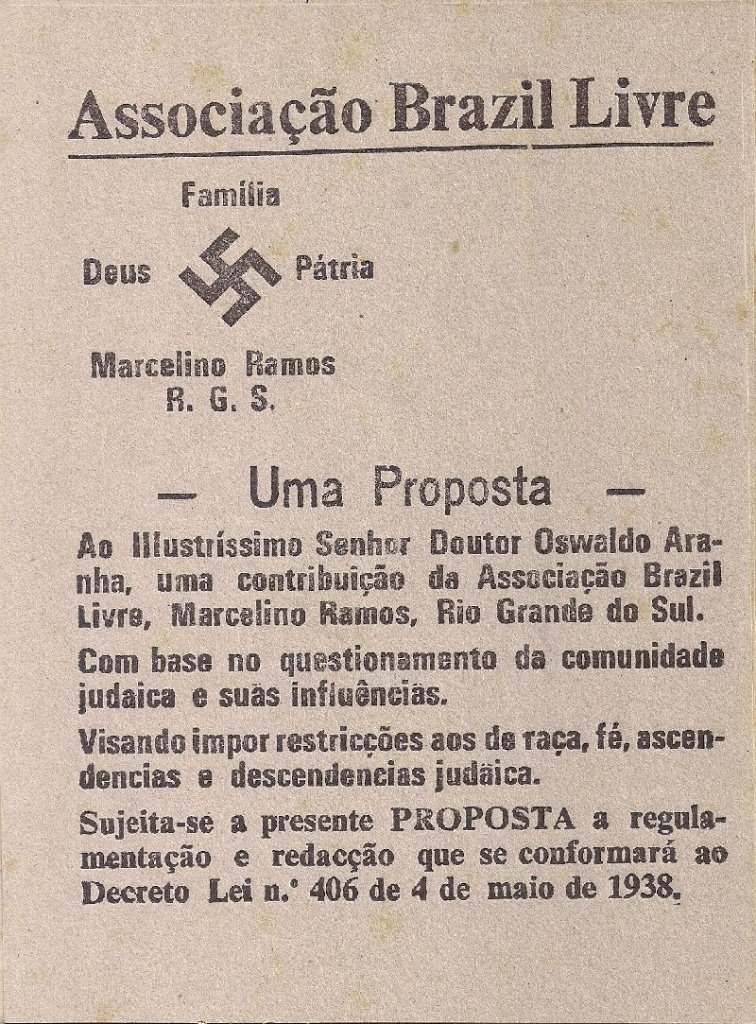
Na história política do Brasil, em 1938, votava-se a lei que regularia a entrada de estrangeiros no Brasil. A "Associação Brasil Livre", cujo lema era "Deus, Família, Pátria", fazia um pedido ao ministro Osvaldo Aranha: barrar a entrada de judeus no Brasil.

No Brasil, tal lema reunia as propostas da Ação Integralista Brasileira, um movimento conhecido como o "fascismo brasileiro", que foi fundado em 1932. Nesse contexto, o termo "Deus" indicaria a influência religiosa cristã dos integralistas, uma vez que era Deus "que dirigia o destino dos povos". Já o termo "pátria", por sua vez, era definido como "nosso lar" e os integralistas pretendiam alcançar uma unidade através da constituição de um Estado "integral", que legitimava o nome do movimento. Por fim, o termo "família" era apresentado como a menor unidade de organização social, seria o "início e fim de tudo", bem como a garantia da manutenção da tradição.

### Uso moderno
Nas últimas décadas, o lema foi adotado pelos Carecas do ABC, uma gangue de skinheads, a gangue aceita como membros negros e nordestinos no grupo, mas abominam roqueiros cabeludos, estrangeiros e homossexuais.
O lema voltou a aparecer no final da década de 2010 e início da década de 2020, mais especificamente durante a campanha para deputado federal nas eleições gerais no Brasil em 2018, quando o então candidato Levy Fidelix, presidente do Partido Renovador Trabalhista Brasileiro (PRTB), usou o slogan. O partido de Levy Fidelix foi uma das legendas que teve a filiação de membros da Frente Integralista Brasileira (FIB).
O ex-presidente Jair Bolsonaro, por sua vez, usou o slogan em diferentes momentos. No ano de 2019, o lema foi usado na tentativa de criação de um partido chamado Aliança pelo Brasil, posteriormente, fez a adição da palavra "liberdade", chegando a dizê-la em discurso à Organização das Nações Unidas (ONU). O lema "Deus, pátria, família e liberdade" também foi usado em 2022 pelo então candidato à presidência da República Kelmon Luís da Silva Souza do Partido Trabalhista Brasileiro (PTB), um autodeclarado padre ortodoxo que chegou a palestrar em um congresso organizado pela FIB. Além disso, o PTB foi a sigla escolhida por membros da FIB em 2021.
Em meio a esse contexto, Antonio Scurati, premiado escritor e acadêmico italiano, diz acerca do fato de Bolsonaro usar a tríade "Deus, pátria, família" durante a campanha presidencial brasileira de 2022:
| “                 | Acho chocante que, em 2022, possa existir esse slogan. É isso que demonstra de maneira evidente que se trata de uma cultura política reacionária. Esse lema vem do pensamento de Giuseppe Mazzini, um dos pais da unificação italiana. Em sua concepção, assume um significado de emancipação. Hoje, dois séculos depois, significa propor uma perspectiva de retorno a uma sociedade em que o pai pega sua autoridade do pai da pátria, o qual a recebe diretamente de Deus. Significa que há só um Deus, uma única pátria e um só tipo de família. Um slogan amplamente usado por Mussolini durante 20 anos de fascismo. | ” |
| — Antonio Scurati | |   |

Para Wesley Espinosa Santana, por sua vez, que é historiador, sociólogo e professor na Universidade Presbiteriana Mackenzie, além do uso da tríade "Deus, pátria e família", é possível fazer ainda uma analogia com o uso do uniforme da seleção brasileira nas manifestações políticas de direita hoje com a farda verde dos integralistas de Plínio Salgado.
| “                         | Temos uma situação muito parecida: o Bolsonaro dizendo que é o dono do verde-amarelo, que quem é adepto dele é Brasil e quem é contra não é Brasil. Isso é integralismo puro, psicológico e simbólico. O discurso é: 'Ou você está ao meu lado ou é contra a pátria'. O fascio italiano e a AIB previam isso, em meio à tríade "Deus, pátria, família". | ” |
| — Wesley Espinosa Santana | |   |

## Leituras adicionais
- ALMEIDA, J. P. M. de . "Deus, pátria, família: os sentidos do fascismo brasileiro". RUA, Campinas, SP, v. 28, n. 2, 2022.
- SILVA, Leandro Ratton Pires da. Deus, pátria e família: integralismo e catolicismo em Belo Horizonte, 2010.
- SIMÕES, Solange de Deus. Deus, Pátria e Família: as mulheres no golpe de 1964. Petrópolis: Vozes, 1985.